# Замятино (Красноярский край)
Замятино — деревня в Емельяновском районе Красноярского края. Входит в состав Шуваевского сельсовета.

## География
Деревня находится в центральной части края, в пределах подтаёжно-лесостепного района лесостепной зоны, на правом берегу реки Большой Арей, к северу от автодороги Р255, на расстоянии приблизительно 9 километров (по прямой) к востоку от посёлка городского типа Емельяново, административного центра района. Абсолютная высота — 224 метра над уровнем моря.
Климат
Климат характеризуется как резко континентальный, с продолжительной морозной зимой и коротким тёплым летом. Средняя температура воздуха самого тёплого месяца (июля) составляет 19 °C (абсолютный максимум — 38 °C); самого холодного (января) — −16 °C (абсолютный минимум — −53 °C). Продолжительность безморозного периода составляет в среднем 95 — 115 дней. Среднегодовое количество атмосферных осадков составляет 430—680 мм, из которых большая часть выпадает в летний период.

## История
Основана в 1970-е годы. Первое упоминание - 1773 г. в Исповедальных росписях Красноярского Воскресенского собора, 5 дворов (по данным Государственного краевого Красноярского архива). Позднее была построена деревянная часовня, сейчас утрачена. По данным 1926 года имелось 42 хозяйства и проживало 255 человек (115 мужчин и 140 женщин). В национальном составе населения того периода преобладали русские. В административном отношении входила в состав Шуваевского сельсовета Красноярского района Красноярского округа Сибирского края.

## Население
| 2010 |
| ---- |
| 256  |

Половой состав
По данным Всероссийской переписи населения 2010 года в гендерной структуре населения мужчины составляли 45,7 %, женщины — соответственно 54,3 %.
Национальный состав
Согласно результатам переписи 2002 года, в национальной структуре населения русские составляли 87 % из 189 чел.